# Svetlana Savitskaïa
Pour les articles homonymes, voir Savitskaïa.
Svetlana Evguenievna Savitskaïa (en russe : Светлана Евгеньевна Савицкая) est une cosmonaute soviétique, née le 8 août 1948 à Moscou. Elle est la seule femme à avoir reçu deux fois le titre de héros de l'Union soviétique.

## Biographie
Svetlana Savitskaïa est née dans un milieu privilégié de la société soviétique. Son père, Ievgueni Savitski est un pilote de chasse décoré durant la Seconde Guerre mondiale, qui a été promu par la suite au rang de commandant suprême adjoint de la défense aérienne soviétique. À l'insu de ses parents, Savitskaïa commence à l'âge de 16 ans à faire du parachutisme. Quand son père le découvre, il l'encourage à continuer. À son dix-septième anniversaire, elle a effectué 450 sauts en parachute. Au cours de l'année suivante, elle établit deux records en sautant à une altitude de 14 250 m et 13 800 m.
Après avoir obtenu son bac en 1966, elle s'inscrit à l'Institut d'aviation de Moscou (IAM), où elle prend également des leçons de vol. En 1971, elle obtient sa licence d'instructeur de vol. En 1972, elle est diplômée de l'IAM et poursuit ensuite ses études à l'Université Mikhail Gromov puis suit des études aérospatiales à Joukovski, pour devenir pilote d'essai. Elle décroche son diplôme en 1976. De mai 1978 à juin 1981, elle travaille chez le constructeur d'avions Yakovlev en tant que pilote d'essai.
En 1969, elle intègre l'équipe nationale soviétique de voltige aérienne. En juillet 1970, sur la base aérienne britannique de Hullavington (Wiltshire), elle réalise un vol sur Yak-18 et surprend en remportant le titre de champion du monde. Aux Championnats du monde de voltige de 1972, elle finit troisième et en 1976 à Kiev cinquième avec un Yak-50. En 1977, elle quitte l'équipe de voltige.
Depuis 1993, elle enseigne les sciences techniques à l'Institut d'aviation de Moscou.
Le 7 février 2014, elle fait partie du groupe de cosmonautes, dirigé par Sergueï Krikaliov, portant le drapeau olympique lors de la cérémonie d'ouverture des Jeux olympiques d'hiver de 2014, à Sotchi.

## Vols spatiaux réalisés
- 19 août 1982, Soyouz T-7 : elle devient la deuxième femme à aller dans l'espace, 19 ans après Valentina Terechkova. Elle participe à la mission Saliout 7-EP2, à bord de la station spatiale Saliout 7. Elle revient sur Terre le 27 août 1982, à bord de Soyouz T-5.
- 17 juillet 1984, Soyouz T-12 : elle devient la première femme à effectuer une sortie extravéhiculaire. Elle participe à la mission Saliout 7-EP4, à bord de la station spatiale Saliout 7. Elle revient sur Terre le 29 juillet 1984.

## Carrière politique
Depuis 1995, Svetlana Savitskaïa siège à la Douma (chambre basse du parlement russe) comme élue du Parti communiste de la fédération de Russie.

## Distinctions
- Héros de l'Union soviétique (deux fois) en 1982 et 1984.
- Ordre du Mérite pour la Patrie (2014)[6]
- Ordre de Lénine (deux fois) en 1982 et 1984.
- Ordre de l'Insigne d'honneur (1976)
- Citoyenne d'honneur de la ville de Baïkonour[réf. souhaitée]